# Cäsar Constantin Franz von Hoensbroech

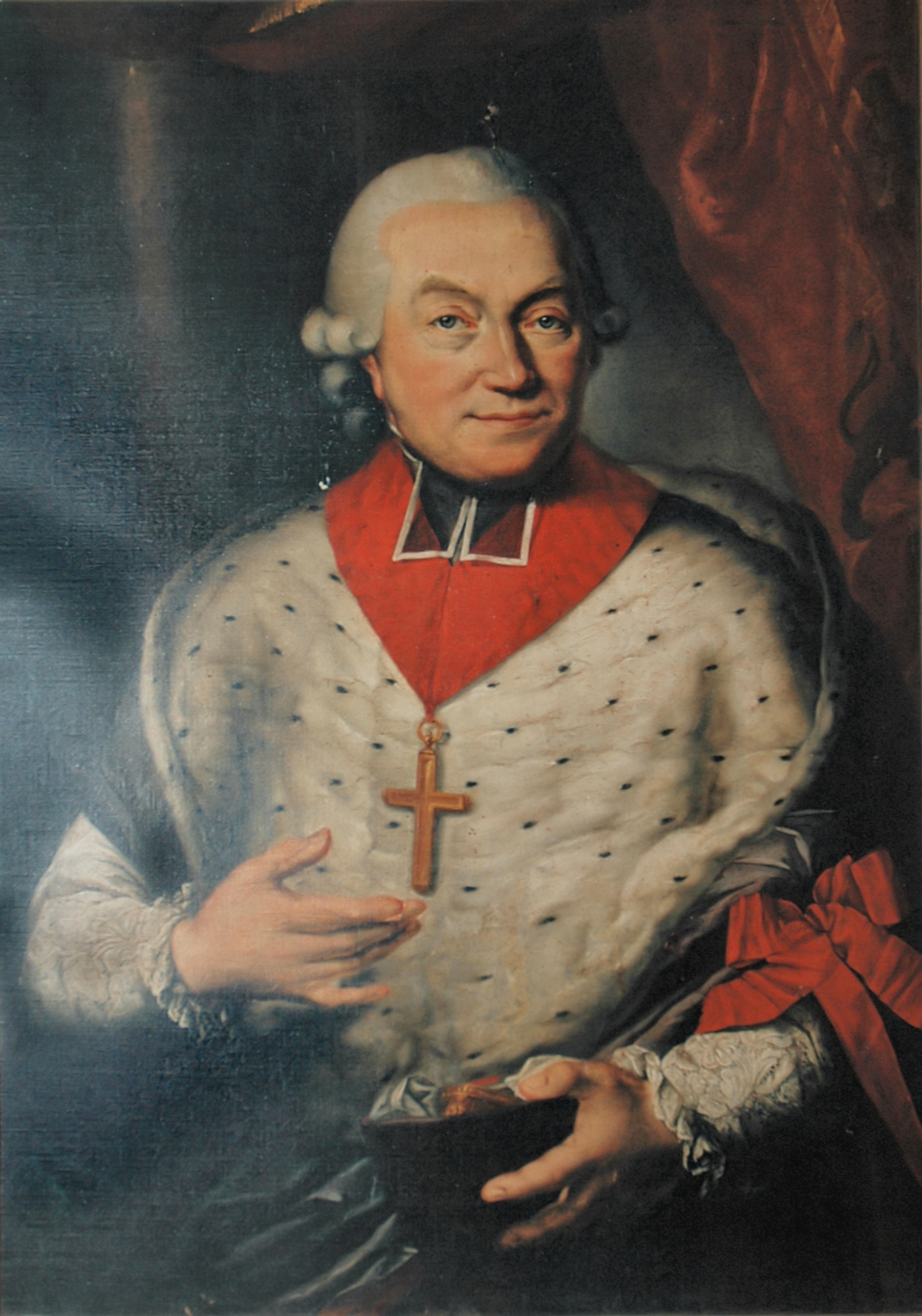
Cäsar Constantin Franz Graf von Hoensbroech

Graf Cäsar Constantin Franz von Hoensbroech (nl. Cesar Constantijn Frans van Hoensbroeck; fr. César Constantin François de Hoensbroeck) (* 28. August 1724 auf Schloss Oost; † 3. Juni 1792) war von 1784 bis 1792 Fürstbischof im Hochstift Lüttich.

## Leben
Er gehörte der Familie von Hoensbroeck (Hoensbroech) an und war Sohn des Grafen Ulrich Anton und der Mutter Anna (geborene Gräfin von Nesselrode). Er studierte in Heidelberg und wurde Kanoniker in Aachen. Er diente dem Fürstbischof von Lüttich Charles-Nicolas d’Oultremont als Kanzler. 1751 wurde er Domherr in Lüttich und empfing am 28. Mai des folgenden Jahres die Priesterweihe. Er war von 1764 bis 1771 als Obersthofkanzler erster Minister des Hochstifts Lüttich. Im Jahr 1784 wurde er zum Fürstbischof gewählt. Die Weihe erteilte ihm sein Cousin Philipp Damian von Hoensbroech, der Oberhirte von Roermond.
Er verlor in der Bevölkerung unter anderem durch Steuererhöhungen an Ansehen. Außerdem wurde das Hochstift 1788/1789 von einer Hungersnot betroffen. Unmittelbarer Ursprung des Lütticher Revolution genannten Konflikts war der Streit um eine Spielbankkonzession in Spa. Vor diesem Hintergrund und beeinflusst von den Ereignissen in Frankreich forderten die Bürger von Lüttich unter anderem einen neuen Magistrat. Hoensbroech weigerte sich zunächst, den Forderungen nachzukommen. Schließlich erkannte er den neuen Magistrat an. Wenig später floh er aus dem Hochstift und verklagte die Bürger wegen Landesverrats vor dem Reichskammergericht. Das Gericht gab ihm Recht und forderte die Wiedereinsetzung des alten Magistrats. Mit der Reichsexekution wurde der westfälische Reichskreis betraut. Preußische Truppen marschierten im Frühjahr 1790 ein, ohne in die Hauptstadt einzudringen, zogen sich aber ein halbes Jahr später wieder zurück. Zu Beginn des Jahres 1791 marschierten erneut Reichstruppen ein und besetzten nun auch Lüttich.
Am 13. Februar 1791 kehrte Hoensbroeck wieder zurück. Im November des Jahres verlor er wegen der französischen Besetzung erneut die Herrschaft.